# العلاقات البرازيلية الناميبية
العلاقات البرازيلية الناميبية هي العلاقات الثنائية التي تجمع بين البرازيل وناميبيا.

## مقارنة بين البلدين
هذه مقارنة عامة ومرجعية للدولتين:
| وجه المقارنة                                              | البرازيل | ناميبيا      |
| --------------------------------------------------------- | --- | ------------ |
| المساحة (كم2)                                             | 8.52 مليون | 825.62 ألف   |
| عدد السكان (نسمة)                                         | 202.66 مليون | 2.53 مليون   |
| الكثافة السكانية (ن./كم²)                                 | 23.79 | 3.06         |
| العاصمة                                                   | برازيليا، ريو دي جانيرو | ويندهوك      |
| اللغة الرسمية                                             | برتغالية برازيلية، Brazilian Sign Language ‏ | لغة إنجليزية |
| العملة                                                    | ريال برازيلي، كروزيرو ريال برازيلي ‏، كروزيرو البرازيلية (1990–1993)، البرازيلي كروزادو نوفو، كروزادو برازيلي، cruzeiro ‏، كروزيرو البرازيلية (1942–1967)، الريال البرازيلي (قديم) | دولار ناميبي |
| الناتج المحلي الإجمالي (بليون دولار)                      | 2.06 تريليون | 13.24 مليار  |
| الناتج المحلي الإجمالي (تعادل القوة الشرائية) بليون دولار | 3.22 تريليون | 25.60 مليار  |
| الناتج المحلي الإجمالي الاسمي للفرد دولار أمريكي          | 8.54 ألف | 4.67 ألف     |
| الناتج المحلي الإجمالي للفرد دولار أمريكي                 | 15.89 ألف | 9.96 ألف     |
| مؤشر التنمية البشرية                                      | 0.754 | 0.628        |
| رمز المكالمات الدولي                                      | +55 | +264         |
| رمز الإنترنت                                              | .br | .na          |
| المنطقة الزمنية                                           | | ت ع م+02:00  |

## منظمات دولية مشتركة
يشترك البلدان في عضوية مجموعة من المنظمات الدولية، منها:
| علم المنظمة | اسم المنظمة                        | تاريخ انضمام البرازيل | تاريخ انضمام ناميبيا |
| ----------- | ---------------------------------- | --------------------- | -------------------- |
|             | الاتحاد البريدي العالمي            | ?                     | ?                    |
|             | يونسكو                             | 4 نوفمبر 1946         | 2 نوفمبر 1978        |
|             | البنك الدولي للإنشاء والتعمير      | 14 يناير 1946         | 25 سبتمبر 1990       |
|             | منظمة التجارة العالمية             | ?                     | ?                    |
|             | وكالة ضمان الاستثمار متعدد الأطراف | 7 يناير 1993          | 25 سبتمبر 1990       |
|             | البنك الإفريقي للتنمية             | ?                     | ?                    |
|             | الاتحاد الدولي للاتصالات           | 4 يوليو 1877          | 25 يناير 1984        |
|             | منظمة الشرطة الجنائية الدولية      | ?                     | ?                    |
|             | مؤسسة التمويل الدولية              | 31 ديسمبر 1956        | 25 سبتمبر 1990       |
|             | الأمم المتحدة                      | 24 أكتوبر 1945        | 23 أبريل 1990        |
|             | منظمة حظر الأسلحة الكيميائية       | ?                     | ?                    |

## وصلات خارجية
- موقع وزارة الخارجية البرازيلية